# Tay Zonday
Adam Nyerere Bahner, più conosciuto con lo pseudonimo Tay Zonday (Minneapolis, 6 luglio 1982), è un cantante, musicista, youtuber e doppiatore statunitense.
È conosciuto per la sua voce da baritono. Ha guadagnato popolarità quando la sua canzone Chocolate Rain diventò un video virale nel luglio del 2007. Al dicembre del 2024 Chocolate Rain ha 139 milioni di visualizzazioni.

## Le origini
Zonday è nato col nome di Adam Nyerere Bahner a Minneapolis, in Minnesota, il 6 luglio del 1982 ed ha poi studiato all'Evergreen State College di Olympia, nello stato di Washington, uscendone nel 2004. In seguito ha frequentato la Illinois Mathematics and Science Academy, ma ha interrotto gli studi prima di laurearsi. All'inizio della sua carriera, Zonday si esibiva regolarmente al Balls Cabaret nel Southern Theater di Minneapolis.

## Carriera
Nel luglio del 2007, Zonday era uno studente laureato a Minneapolis, Minnesota. Stava per fare a breve apparizioni sulla televisione nazionale. È apparso sugli show Opie & Anthony, Attack of the Show! di G4TV, Best Week Ever della VH1, Lily Allen and Friends, Jimmy Kimmel Live!, Tosh.0 e Maury dove ha cantato Chocolate Rain in televisione nazionale circa tre mesi dopo averla postata su YouTube. È stato sulla prima pagina del Los Angeles Times della Domenica il 12 agosto 2007 ed è apparso su CNN per un'intervista in TV. IL 12 febbraio del 2008, è apparso sullo show televisivo Lily Allen and Friends su BBC Three, e cantò una cover dell'esordio di Lily Allen "Smile". Nel marzo del 2008, il video vinse uno YouTube-award nella categoria "Musica".
Il Daily Telegraph australiano scrisse: "Tay Zonday ha scritto probabilmente la canzone più ascoltata nel mondo proprio adesso". Il People scrisse: "Ha fatto centro su YouTube con la sua ripetitiva, trainata dalla tastiera 'Chocolate Rain', e dopo una recente apparizione sul Jimmy Kimmel Live, la stella di Tay Zonday sta brillando ancora più chiara". L'articolo scrisse anche che musicisti famosi resero omaggio alla canzone quando la sua popolarità arrivò rapidamente all'apice nell'Agosto 2007. John Mayer presumibilmente copiò l'improvvisazione di Zonday alla tastiera con la sua chitarra in concerto, oltre ad apparire su Best Week Ever improvvisando una parodia con la melodia di Say It Right di Nelly Furtado. Il batterista dei Green Day Tré Cool registrò una cover di Chocolate Rain che postò YouTube. Zonday diventò anche il soggetto di centinaia di altre parodie e remix su YouTube. Una clip del suo video fu anche mostrata sulla serie di vita breve, Online Nation di CW. Tay Zonday è anche stato intervistato due volte su Good Morning America, nel marzo e nel novembre del 2008.
Zonday ha recitato in una pubblicità per Last Laugh 07 di Comedy Central, presentato da Lewis Black. Rilasciò un video chiamato Cherry Chocolate Rain, in un accordo con Dr Pepper. Ha recitato con Leslie Hall in una pubblicità per Firefox cantando una canzone chiamata Users Against Boredom in una parodia di We Are the World. Zonday disse che la sua voce è spesso comparata a quella di Ru Paul, Paul Robeson, Barry White, James Earl Jones, e Brad Roberts dei Crash Test Dummies.  È apparso in persona allo stand del Consumer Electronics Show, dell'Intel renderizzando i file d'origine del video "Chocolate Rain" con Sony Vegas.
Il video musicale vincitore del Grammy Award del singolo Pork and Beans della rock band Weezer incluse Zonday, insieme ad altre celebrità di Youtube. Inoltre, nel maggio del 2008, Zonday suonò una versione acusticadella canzone con Brian Bell di Weezer, facendo la parodia della sua performance in "Chocolate Rain". Come doppiatore, ha doppiato parte di una presentazione multimediale creata per celebrare 50 anni di storia della NASA.
Nel febbraio del 2010 ha fatto un cameo in una pubblicità di Vizio Super Bowl iniziata da Beyoncé. Nell'Ottobre del 2010, è apparso sull'evento di beneficenza per l'autismo Night of Too Many Stars di Comedy Central durante un numero musicale con Steve Carell e Stephen Colbert. Nell'agosto del 2011 Zonday è apparso su America's Got Talent ed ha cantato 15 secondi della sua canzone "Chocolate Rain". Zonday è stato anche incluso nel video parodia di Dave Days della canzone di Justin Bieber Baby, che ha più di 16 milioni di visualizzazioni.
Il 12 giugno del 2012 pubblicò una cover del singolo di Carly Rae Jepsen Call Me Maybe, che nel 2013 raggiunse più di 5 milioni di visualizzazioni. È stata inclusa nella lista "The 10 Best "Call Me Maybe" Covers su Billboard.com. Nel video è visto cantare il singolo di fronte al microfono con la voce più bassa che avrebbe potuto avere Nel 2015 è apparso più volte sul The Jack and Triumph Show.

## Filmografia
- Internet Famous, regia di Michael J. Gallagher (2016)

## Vita privata
Tay Zonday è nato col nome di Adam Nyerere Bahner nel 1982, è il più giovane dei tre figli di due insegnanti. Ha sofferto di ansia ed agorafobia durante la sua adolescenza, e fu muto selettivo durante questo tempo.